# Спартак (баскетбольный клуб, Луганск)
«Спартак» — баскетбольный клуб из Луганска. Основан в 1976 году на базе ворошиловградского «Автомобилиста». Самые высокие достижения за время существования клуба — Чемпион 1 лиги СССР и финалист Кубка СССР в 1989 г., восьмое место в Высшей лиге СССР в 1990 году и третье место в Высшей лиге Украины в 1992 году.

## Достижения вчемпионате Украины
- 1992 — 3-е место
- 1992/93 — 1-е
- 1993/94 — 8-е
- 1994/95 — 11-е
- 1995/96 — 5-е
- 1996/67 — 8-е
- 1997/98 — 7-е
- 1998/99 — 8-е
- 1999/00 — 11-е место